# STAR21
STAR21 était une rame prototype Shinkansen exploitée par la JR East au Japon. Son nom est l'acronyme de « Superior Train for the Advanced Railway toward the 21st Century » (Train perfectionné pour le transport ferroviaire avancé du XXIe siècle).

## Caractéristiques générales
La rame STAR21 était en fait composée de 2 demi-rames distinctes :
- la demi-rame série 952, composée de 4 voitures ;
- la demi-rame série 953, composée de 5 voitures articulées.

Les faces avant des 2 demi-rames étaient légèrement différentes, de même que leur livrée (vert pâle pour la série 952, gris clair et beige pour la série 953). Les matériaux utilisées différaient également selon les voitures.

## Historique
La rame STAR21 a été livrée en mars 1992 et commença ses essais sur la ligne Shinkansen Jōetsu.
Le 30 octobre 1992, la rame atteignit la vitesse de 353 km/h, s'emparant alors du record de vitesse sur rail au Japon. Le lendemain, le record fut porté à 358 km/h. Après modification de la motorisation, la rame atteignit 400 km/h le 13 décembre 1993, et enfin 425 km/h le 21 décembre de la même année. Ce record fut battu 3 ans plus tard par la rame prototype 300X.
La rame a été réformée en février 1998. La voiture d'extrémité de la demi-rame série 952 est préservée à Maibara, celle de la demi-rame  série 953 est exposée au dépôt de Sendai en compagnie d'une voiture intermédiaire.

## Photos

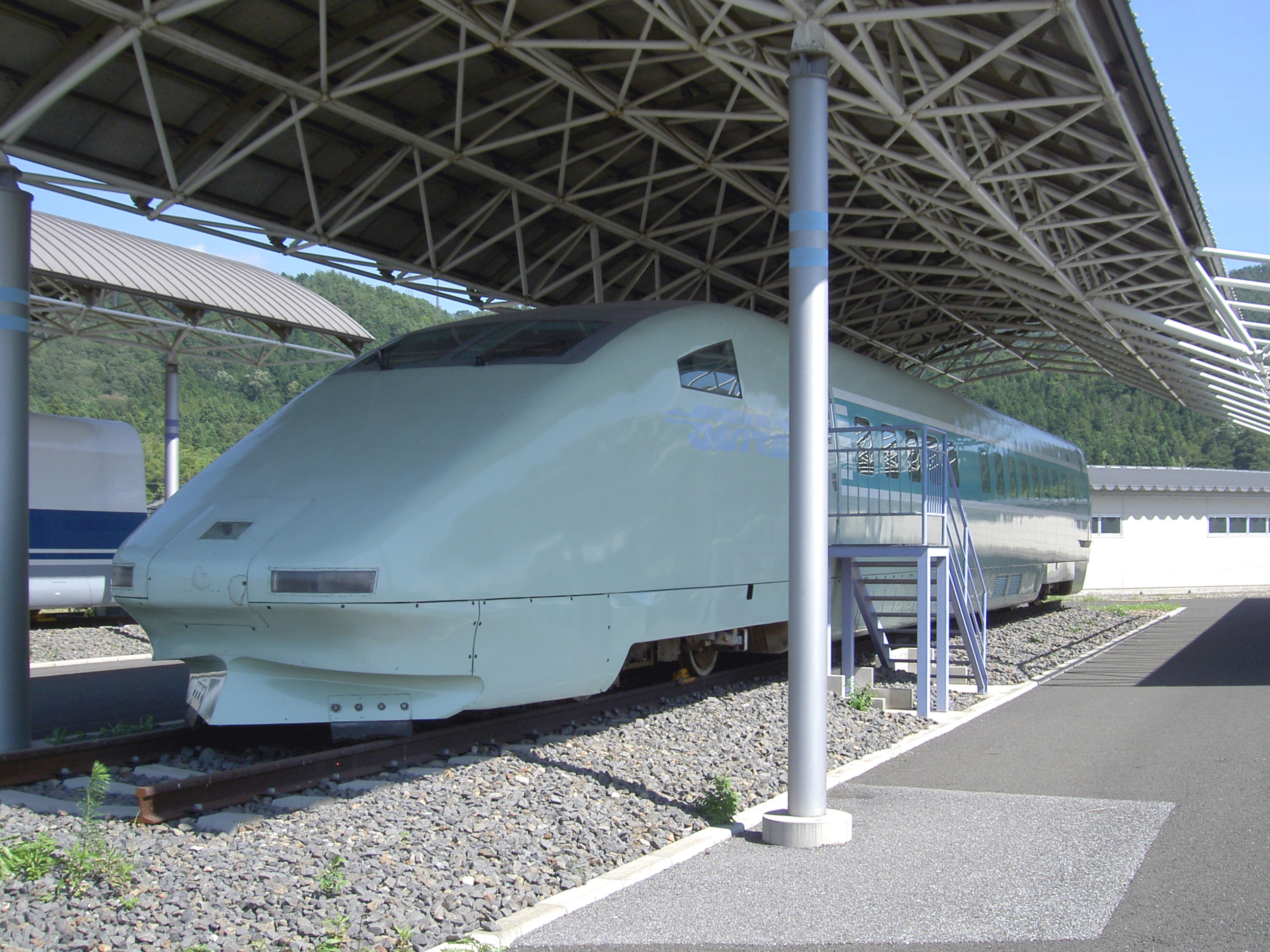
Face avant de la demi-rame série 952
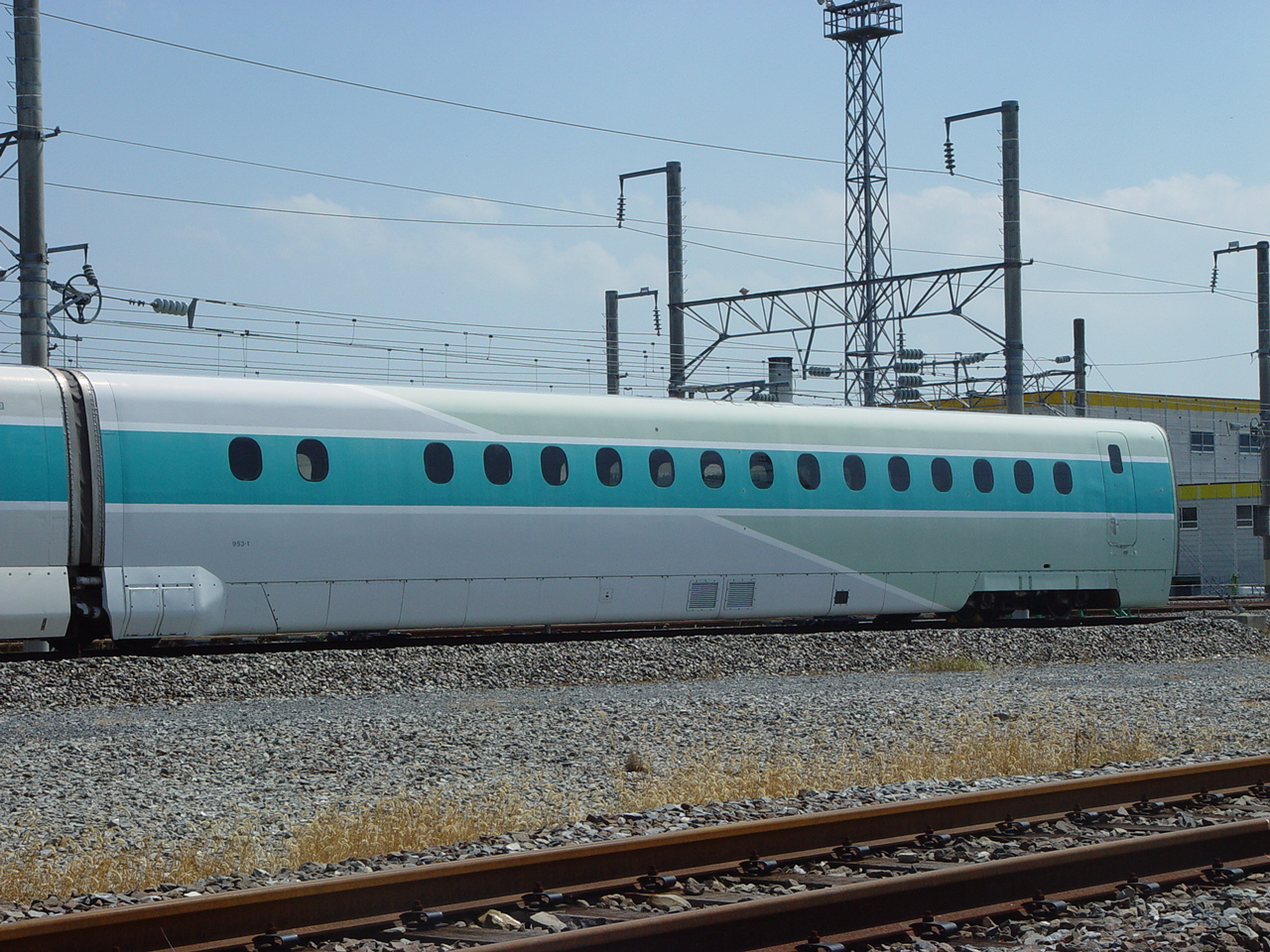
Voiture intermédiaire du STAR21 (faisant la transition entre les 2 demi-rames)
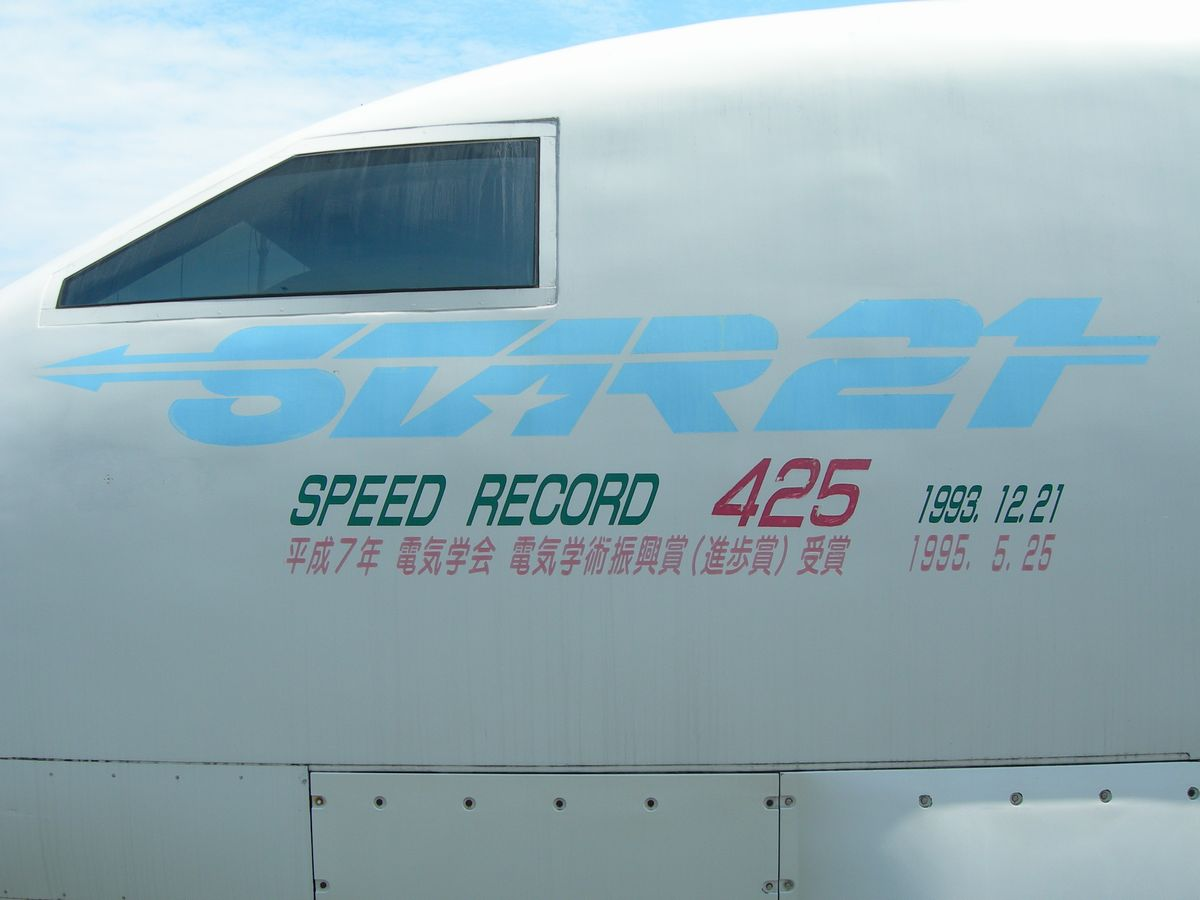
Autocollant du record de vitesse